# Mars500

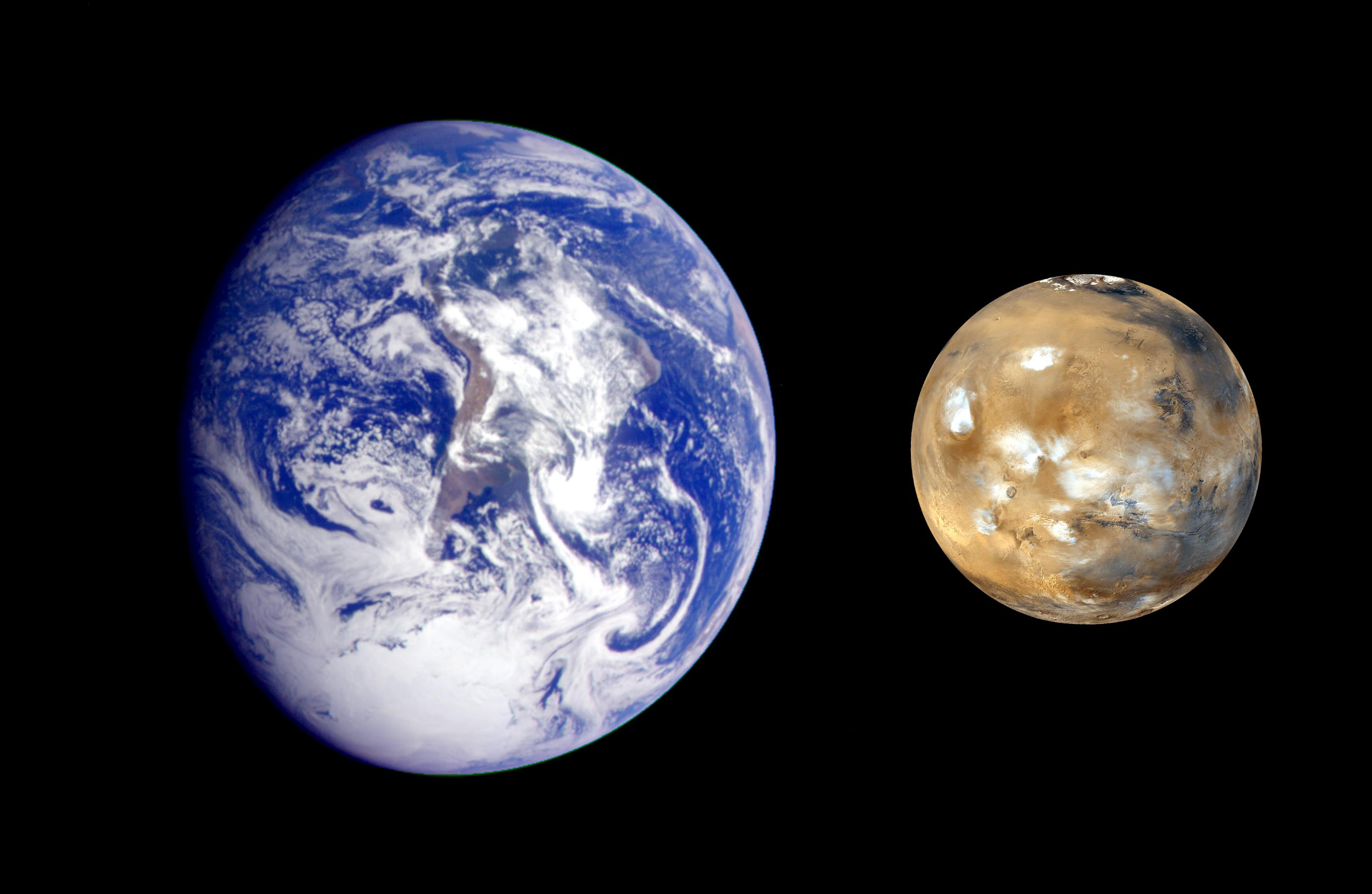
Image composite qui représente la Terre et Mars. Au moins 56 millions de kilomètres les séparent et le voyage aller et retour est estimé à 520 jours avec un mois passé sur Mars.

Logo de la mission.

Mars500 est un programme expérimental russe simulant sur Terre les conditions rencontrées par un équipage lors d'une mission aller et retour vers la planète Mars. L'objectif est d'analyser les répercussions physiologiques et psychologiques d'un voyage de plus de 520 jours dans un espace restreint coupé du monde extérieur. Mars500 est organisé par l'Institut des problèmes biomédicaux (IBMP) de l'Académie des sciences de Russie avec la participation de l’Agence spatiale européenne (ESA) et l'Agence spatiale fédérale russe (Roscosmos).
Mars500 a été précédé d'une première expérience d'isolement d'une durée de 105 jours, menée d'avril à juillet 2009. Celle-ci a permis de préparer Mars500 qui a démarré le 3 juin 2010. Mars500 reproduit les conditions rencontrées durant un vol spatial habité hormis l'absence de gravité et les radiations qui constituent des problèmes majeurs pour la mission réelle. Les deux expériences se sont déroulées à l'IBMP dans une installation isolée du monde extérieur reproduisant les parties habitables d'un vaisseau spatial, celles d'une navette de débarquement sur Mars ainsi qu'une petite fraction du sol martien. Les six participants ont été sélectionnés parmi des candidats de plusieurs pays après avoir passé une batterie de tests destinés à écarter les personnes ayant des caractéristiques psychologiques incompatibles avec l'épreuve. Les membres de l'équipage, trois Russes, un Italo-Colombien, un Chinois et un Français, ont dû vivre et travailler de façon autonome dans cette installation constituée de plusieurs modules reliés entre eux. L'expérience est arrivée à son terme, sans incident connu, le 4 novembre 2011.

## Contexte
L'institut des problèmes biomédicaux (IBMP) situé à Moscou effectue des expériences sur le confinement des équipages de vaisseau spatial depuis de nombreuses années. Une étude d'isolement d'un équipage durant un an a été menée en 1967-1968.
L'Agence spatiale européenne a également effectué des études de ce type à compter des années 1990 :
- le programme ISEMSI-90 (Isolation Study of European Manned Space Infrastructure) qui a duré 28 jours s'est déroulé à Bergen (NUTEC-Norwegian Underwater Technology Centre) en Norvège avec une équipe composée de six hommes dans un module de 118 m3, afin d'étudier notamment les facteurs de contamination et les aspects psycho-physiologiques liés à l'isolement ;
- l'expérience EXEMSI-92 (EXperimental campaign for European Manned Space Infrastructure)  a été effectuée à l'IFM (Institute for Flight Medicine) de la DLR à Cologne en Allemagne dans un habitacle de 94,4 m3 durant 60 jours avec un groupe constitué de trois hommes et une femme. Les objectifs principaux étaient d'étudier l'organisation de la gestion d'un vol et d'effectuer des expériences psychologiques et physiologiques[3].

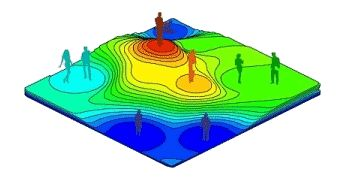
Technique de sociomapping visualisant la dynamique de groupe.

L'IBMP propose de mener deux ans plus tard une nouvelle étude à laquelle l'Agence spatiale européenne participe :
- l'expérience HUBES-94 (HUman Behaviour in Extended Spaceflight) eut lieu à Moscou et impliquait trois hommes sur une période de 135 jours. Les résultats obtenus lors des deux expériences précédentes ont permis de mieux intégrer la psychologie de la dynamique de groupe et de la performance individuelle. Les conditions de l'expérience ont été définies de manière à simuler la mission EuroMir-95 qui devait avoir lieu l'année suivante[4],[5].

Les résultats obtenus dans le cadre de ces trois expériences ont montré une désorganisation du groupe à mi-période et que les conditions de confinement induisent de plus en plus de stress au fur et à mesure que le temps s'écoule. Le processus d'adaptation n'est pas entièrement atteint. On observe que des comportements agressifs apparaissent, qu'un membre s'isole du groupe et que l'humeur du groupe se dégrade,.
En 1999, l'IBMP et le centre de recherche de la fédération russe lancent un nouveau programme en collaboration avec des agences spatiales partenaires du programme de la Station spatiale internationale (ISS) : l'Agence spatiale européenne, l'agence d'exploration aérospatiale japonaise (NASDA rebaptisées par la suite JAXA) et l'agence spatiale canadienne (CSA) :
- l'expérience SFINCSS-99 (Simulation of the Flight of the International Crew on Space Station) se déroule comme la précédente à l'IBMP et fait intervenir trois équipages, chacun situé dans des modules connectés et pouvant travailler et communiquer ensemble. L'un des équipages (quatre Russes âgés de 37 à 48 ans) est confiné durant 240 jours dans un module de 100 m3, un second groupe (trois Russes et un Allemand âgés de 27 à 45 ans) pendant 110 jours dans un module de 200 m3 en rotation avec un troisième (quatre nationalités différentes avec des âges compris entre 27 et 37 ans) sur 110 jours également. Cette expérience vise à observer les effets d'équipages mixtes et multiculturels, vivant et travaillant en environnement confiné sur une longue période[8],[9],[10],[11].

L'IBMP envisage en 2004 d'utiliser ses infrastructures afin de lancer un nouveau programme d'étude visant à simuler une mission vers Mars. L'institut invite alors l'Agence spatiale européenne à participer à ce programme qui est baptisé Mars500. Pour l'agence spatiale européenne, ce programme fait partie du programme européen ELIPS faisant intervenir de nombreux scientifiques à travers l'Europe et visant à préparer les futures missions vers la Lune ou Mars.

## Objectifs du programme Mars500
L'objectif du programme Mars500 est de collecter suffisamment de données, de connaissance et d'expérience pour préparer un jour une mission vers Mars. Ce programme expérimental fait intervenir de nombreuses équipes scientifiques russes et européennes rattachées principalement aux domaines médical et psychologique. L'étude cherche notamment à déterminer les effets physiologiques et psychologiques sur les membres d'un équipage confiné dans un environnement restreint pendant une longue période. Les effets du stress, la régulation hormonale, les réponses immunitaires, la qualité du sommeil ou bien l'humeur sont par exemple des caractéristiques évaluées.
À l'exception de l'impesanteur et des radiations (liées au rayonnement cosmique et aux éruptions solaires), les conditions qui sont intégrées lors de ces missions sont proches de celles d'un réel voyage vers Mars.

## Les installations de Mars500

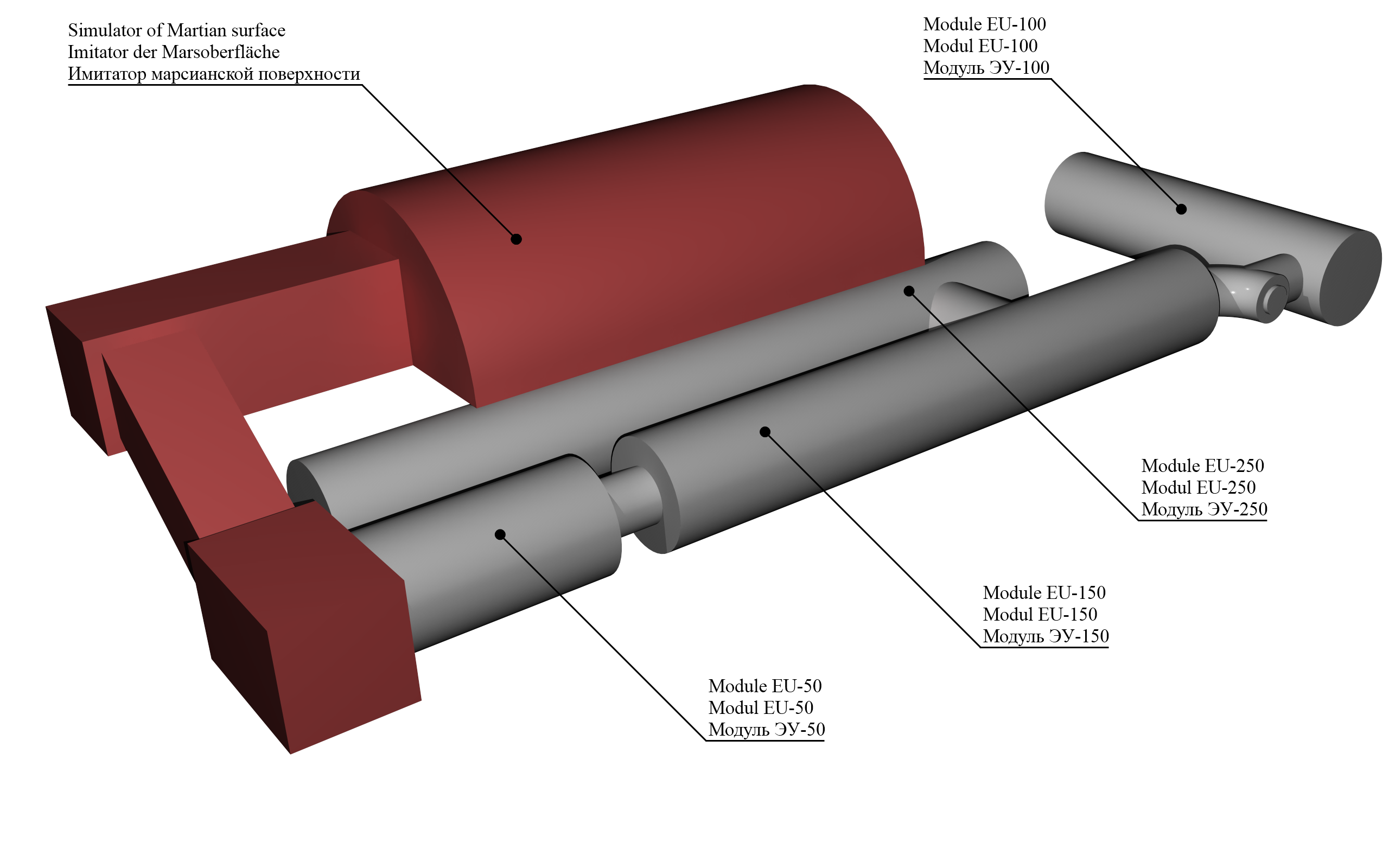
Représentation d'une vue externe de l'installation.

L'expérience se déroule au sein d'un bâtiment spécialement aménagé de l'IBMP situé au nord-ouest de Moscou. Les installations sont constituées de cinq modules interconnectés. Ceux-ci se répartissent en deux sous-ensembles : l'un simule le véhicule spatial et l'autre sert à l'atterrissage et à l'activité sur la surface de Mars. À l'intérieur des modules règnent une atmosphère artificielle et une pression atmosphérique normale. Le bâtiment de l'IBMP comprend également le centre de contrôle de la mission, des ateliers techniques et des bureaux.

Plan représentant les différentes parties à l'intérieur de l'installation. Le module SMS recouvre en réalité une partie du module EC-250.

Le premier sous-ensemble est constitué de trois grands modules de vie simulant le vaisseau spatial, interconnectés et fermés hermétiquement :
- Le module principal de vie nommé EC-150 a un volume d'environ 150 m3 :

C'est le plus important lieu de vie pour l'équipage. D'une longueur de 20 m sur 3,60 m de large, il comprend six chambres individuelles de (2,8 × 3,2 m2), une cuisine, une salle à manger, un salon, une salle de contrôle et des toilettes. Ce module est relié aux modules EC-100, EC-250 et EC-50 via des sas.
- Le module médical nommé EC-100 (volume d'environ 100 m3) :

D'une longueur d'environ 12 m sur 3,20 m de large, il est relié par un sas au module EC-150. On y effectue principalement des examens médicaux de routine (les prises de sang, de tension…) ; il est également utilisé comme laboratoire pour y réaliser des expériences. Le module comprend des équipements médicaux qui permettent d'effectuer des interventions par télémédecine. Il est équipé de deux lits et de toilettes. Il permet également d'isoler un membre d'équipage malade et de le soigner.
- Le module de stockage nommé EC-250 a un volume d'environ 250 m3 et est long de 24 m pour une largeur de 3,90 m. Il se subdivise en quatre compartiments : le premier regroupe l'ensemble des réfrigérateurs où est stockée la nourriture, le second permet de stocker la nourriture non périssable et divers produits, le troisième contient des serres expérimentales et enfin le dernier une salle de sport, un sauna-douche ainsi qu'une salle de toilette. Ce module est relié par un sas au module EC-150.

L'autre sous-ensemble de cette installation regroupe un module d'atterrissage et un module qui simule la surface martienne :
- Le module d'atterrissage nommé EC-50 fait 6,3 m sur 6,17 m pour un volume d'environ 50 m3. Il peut accueillir trois membres d'équipage durant la phase d'orbite martienne, d'atterrissage et de vie sur Mars. Il contient trois couchettes, deux stations de travail, une toilette, une cuisine et une batterie de systèmes de contrôle - analyse ou communication pour effectuer différentes opérations et expériences. Ce module est relié par un système de sas aux modules EC-150 et SMS.

- Le « Simulateur de la surface martienne » (SMS) :

Ce module est une large chambre semi-cylindrique non-hermétique de 1 200 m3 qui simule la surface de Mars et qui doit être utilisé durant un mois par trois membres d'équipage au cours de la mission de 520 jours. Deux membres d'équipage pourront effectuer des sorties sur le sol martien et seront équipés de combinaisons spatiales qui ont été spécialement conçues pour ce programme.

## Phase de préparation
Une première expérience a été menée en 2007 durant une période de 14 jours du 15 au 29 novembre. L'expérience s'est déroulée dans deux modules, le module de vie EC-150 et le module médical EC-100. Un équipage russe composé de cinq hommes et d'une femme a été sélectionné pour effectuer cette expérience. L'objectif étant principalement d'évaluer les caractéristiques techniques et opérationnelles des modules et de tester différents systèmes. L'équipage ne possède pas d'accès à Internet ou à la télévision. De nouveaux systèmes de survie, de contrôle et de surveillance ont été développés et le réseau télémédical a été testé. Les résultats ont montré globalement l'efficacité des systèmes et des équipements permettant de valider une première phase de préparation du programme.
Dans le cadre de ce programme, l'IBMP a également mené en avril 2008 une étude pour évaluer l'état de l'organisme humain à la suite d'un séjour prolongé dans un espace confiné avec une faible teneur en oxygène. Une réduction de la quantité d'oxygène permettrait de réduire la charge du vaisseau ainsi que le risque d'incendie à bord. Quatre hommes ont participé à cette expérience pendant près de deux semaines dans une chambre spéciale. Pour les six premiers jours, la concentration en oxygène est normale puis est réduite progressivement et remplacée par de l'argon (que l'on trouve sur Mars),.

## Première mission: 105 jours
Cette première mission d'environ 13 semaines reproduit les conditions du voyage aller vers Mars, la mise en orbite sur la planète, l'atterrissage et enfin le retour vers la Terre. L'ensemble est cependant simulé sur une période plus courte et aucune période de simulation n'est prévue pour des activités sur la surface martienne.
À noter que cette période de 105 jours n'est pas arbitraire car elle correspond à trois phases cycliques de 35 jours. Chaque phase a été identifiée par la communauté scientifique comme étant une période pour laquelle des changements significatifs peuvent être détectés chez une personne causés par les conditions environnementales.

### Sélection de l'équipage et phase d'entraînement
Les participants ont été sélectionnés séparément, l'équipe russe par l'IBMP et l'équipe européenne par l'ESA. La Russie déclare officiellement le 26 juillet 2006 rechercher des volontaires pour le programme. La participation des femmes à la simulation suscite de vives discussions car cela n'avait pas été clairement défini au départ. Finalement, il est décidé que ce critère interviendrait seulement après les résultats obtenus par les volontaires. En novembre 2006, près de 230 demandes de participations ont été reçues. En décembre 2006, parmi les 150 demandes retenues figuraient 16 femmes et un couple marié. Les volontaires ont été invités à passer de nombreux examens médicaux à la clinique de l'IBMP.
L’ESA annonce un an plus tard en juin 2007 rechercher 12 volontaires intéressés par le projet de simulation.
Près de 5 680 candidats des 18 États membres de l'ESA répondent à l'appel. Un an plus tard en mai 2008, seulement 32 candidats sont invités pour une nouvelle sélection (interview, examens médicaux et tests psychologiques) au Centre des Astronautes européens (EAC) situé à Cologne en Allemagne.
Par la suite, seuls 8 candidats sont retenus pour effectuer des examens médicaux approfondis à Moscou. La procédure de sélection des candidats est similaire à celle que doivent passer de réels astronautes. Différentes nationalités étaient représentées dans ce groupe de candidats : française, suédoise, allemande, belge et danoise. À l’issue des différentes phases de sélections (questionnaires, interviews et tests médicaux), quatre candidats volontaires européens ont été sélectionnés.
Finalement, l'ESA rend publique le 11 décembre 2008 la liste des quatre volontaires retenus et l'IBMP annonce le 23 décembre 2008 la liste des six candidats sélectionnés.
Les dix candidats retenus (quatre Européens et six Russes) ont préparé leur période d'isolement de 105 jours par un entraînement intensif de janvier à mars 2009. Cette préparation se compose de quatre étapes importantes :

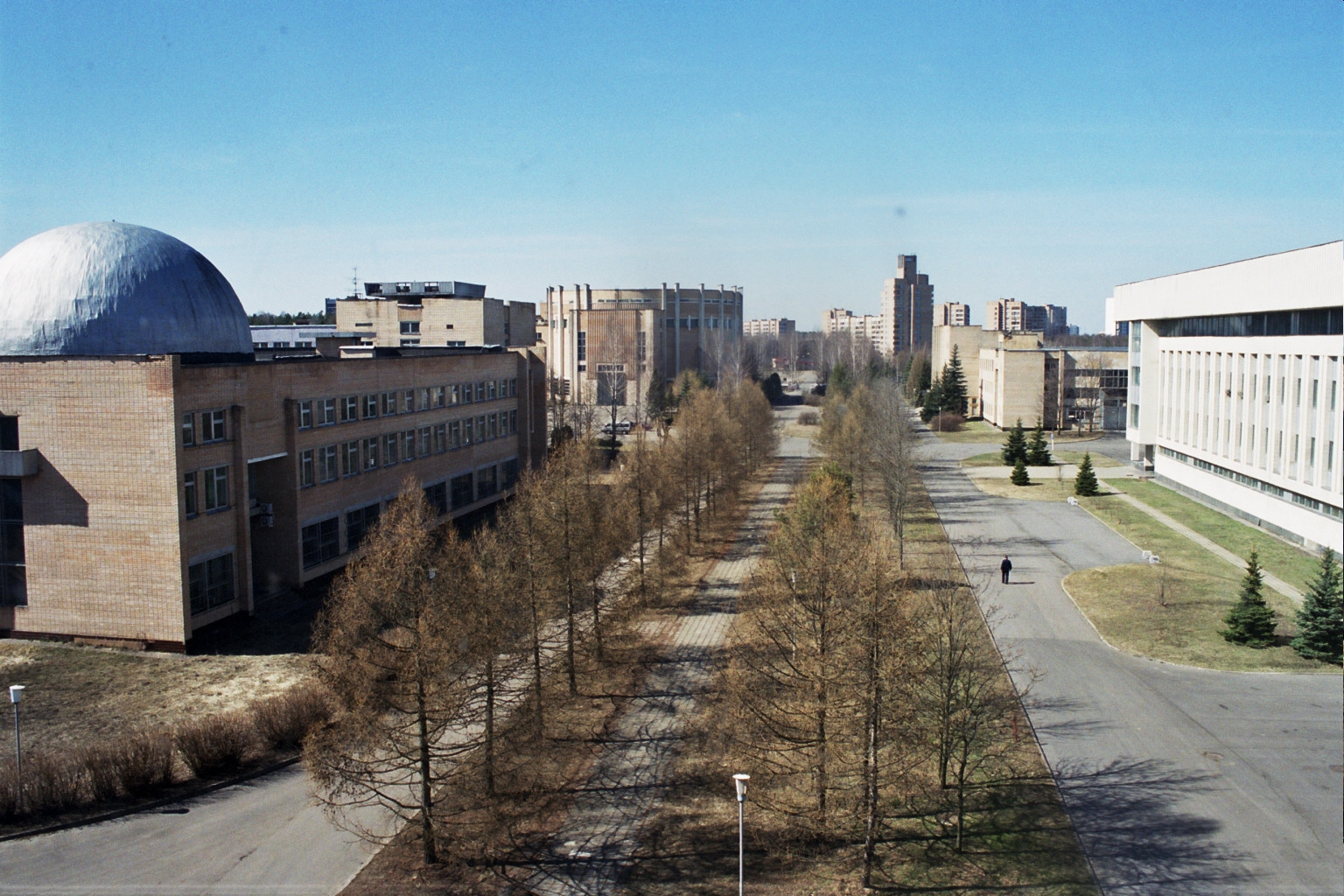
Centre d'entraînement des cosmonautes Youri Gagarine situé à l'extérieur de Moscou.

- cours et entraînements à la Cité des étoiles : une partie des activités s'est déroulée au Centre d'entraînement des cosmonautes Youri-Gagarine où les candidats suivent des cours théoriques et pratiques dans différents domaines comme en physique ou sur les systèmes de sécurité, quelques notions importantes de psychologie, des instructions sur les techniques de survie… ;
- stage de survie en forêt : il vise à simuler la survie d'un équipage qui a atterri en forêt et en attente de secours. Deux groupes de candidats sont formés. L'équipe doit être autonome durant cette période : construire des abris, entretenir un feu ou des appels de détresse jour et nuit… Des examens médicaux sont effectués avant et après et des tests psychologiques durant l'expérience[20] ;
- entraînement sur les expériences à l'IBMP : durant cette période, chaque expérience a été présentée par les scientifiques responsables de l'expérience puis expérimentée, analysée et discutée par l'équipage afin de bien maîtriser la mise en place des protocoles et résoudre les problèmes potentiels ;
- constitution d'une base de données : cette phase est nommée BDC (pour « Base Data Collection »). Peu avant le début de la simulation, les membres de l'équipage sont invités à effectuer toutes les expériences afin de collecter les premières mesures qui serviront par la suite de données de références.

Au cours de cet entraînement, deux candidats européens ont été sélectionnés pour participer à la mission de 105 jours. Le Français Cyrille Fournier et l'Allemand Oliver Knickel ont été finalement choisis pour effectuer cette mission en compagnie de quatre candidats russes.
Lors d'une conférence de presse à Moscou le 26 février 2009 est annoncé le nom des six membres constituant l'équipage final et l'équipe réserviste, dite « backup »,.
| Équipage final sélectionné pour la mission | Équipage final sélectionné pour la mission | Équipage final sélectionné pour la mission | Équipage final sélectionné pour la mission |
| ------------------------------------------ | ------------------------------------------ | ------------------------------------------ | ------------------------------------------ |

| Nationalité            | Nom                                 | Poste en mission | Âge    | Profession              |
| ---------------------- | ----------------------------------- | ---------------- | ------ | ----------------------- |
| Drapeau de la Russie   | Sergey Ryazansky (Сергей Рязанский) | Commandant       | 34 ans | biochimiste, cosmonaute |
| Drapeau de la Russie   | Oleg Artemyev (Олег Артемьев)       |                  | 37 ans | ingénieur, cosmonaute   |
| Drapeau de la Russie   | Alexei Baranov (Алексей Баранов)    | médecin          | 33 ans | médecin urologue        |
| Drapeau de la Russie   | Alexei Shpakov (Алексей Шпаков)     |                  | 25 ans | physiologiste du sport  |
| Drapeau de la France   | Cyrille Fournier                    |                  | 40 ans | Pilote de ligne         |
| Drapeau de l'Allemagne | Oliver Knickel                      |                  | 28 ans | ingénieur dans l'armée  |

### Programme scientifique
Pour les trois mois et demi d'isolement, les équipes scientifiques russes, européennes et américaines ont développé 72 expériences de recherche pour l'équipage de cette mission. Les recherches se concentrent principalement sur des aspects immunologiques, biologiques, sanitaires et hygiéniques, biochimiques, cliniques, physiologiques et psychologiques.

### La simulation
Quelques jours avant le départ de la mission, l'équipage a participé à un essai d'entraînement pendant trois jours en conditions réelles dans les modules. Cette répétition permet de vérifier que l'ensemble des expériences sont opérationnelles mais aussi pour les membres de l'équipage de s'assurer qu'ils disposent du nécessaire pour leur quotidien.
L’isolement sans interruption d’un équipage dans des conditions très proches de celles d’un vol vers Mars est une expérience unique. Cette première étude permettra de collecter des informations intéressantes pour les futurs vols habités particulièrement lors de missions de longues durées. L’ensemble de ces données permettra de préparer aussi la mission suivante de 520 jours.
L’expérience de 105 jours s’est déroulée du 31 mars au 14 juillet 2009 dans des modules spécialement aménagés situés à l'Institut russe des problèmes biomédicaux (IBMP) à Moscou.
La mission a été un succès, tant au niveau des aspects techniques que du point de vue du suivi psychologique et du comportement des membres de l'équipage. La seule difficulté notable a été la gestion du sommeil à cause de l'allongement du rythme circadien.

## Seconde mission: 520 jours
Une mission d'une durée de 520 jours a débuté le 3 juin 2010 et s'inscrit dans la continuité de l'étude menée sur 105 jours en 2009. Après environ trois mois d'entraînement, les candidats sélectionnés embarquent pour un voyage de 520 jours dans la même installation que la précédente étude.

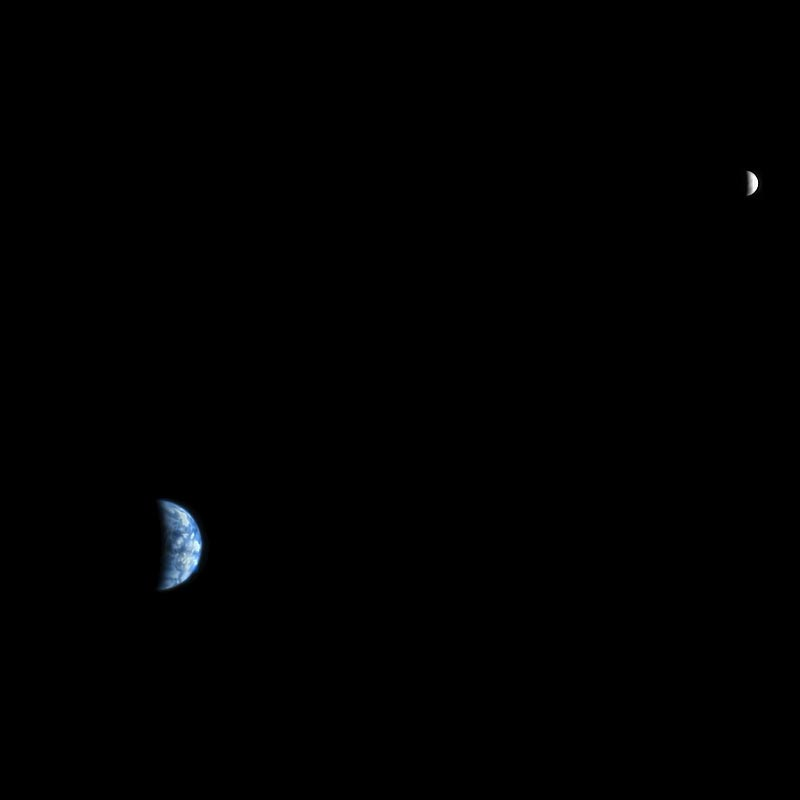
Vue de la Terre et de la Lune depuis une orbite de Mars. Photographié en 2007 par l'instrument HiRise de la sonde Mars Reconnaissance Orbiter.

Cette durée de 520 jours peut être décomposée en trois étapes importantes :
- environ 250 jours sont nécessaires pour rejoindre Mars depuis la Terre. Au fur et à mesure de l'éloignement du vaisseau de la Terre, il apparaît un délai sur le signal radio lors des communications entre l'équipage et le centre de contrôle. Lorsque la position entre le vaisseau et la Terre est maximale, près de 20 minutes peuvent s'écouler entre l'émission et la réception. Ce phénomène devrait également être simulé. De même, les communications privées avec la famille ou les amis seront progressivement limitées comme pour un vol spatial ;
- ensuite, il est prévu de simuler pendant environ un mois les activités scientifiques et la vie d'un équipage sur la planète. Un module spécifique indépendant du vaisseau principal a été conçu pour représenter la surface martienne. Lors de cette phase, l'équipage est séparé en deux groupes, l'un d'eux doit rester à bord du vaisseau en soutien durant toute cette période ;
- près de 240 jours seront nécessaires pour effectuer le retour depuis Mars. La durée pour parcourir ce trajet devrait être plus courte en tenant compte de la charge plus faible du vaisseau par rapport à l'aller (notamment l'énergie de propulsion du vaisseau et l'alimentation consommée par l'équipage).

### Sélection de candidats russes, européens et chinois
L'IBMP annonce en octobre 2009 rechercher encore des candidats volontaires pour participer au programme Mars500. De son côté, l'ESA fait également un nouvel appel d'octobre à début novembre 2009 afin d'obtenir des candidats volontaires pour participer à cette mission de 520 jours. Le processus de sélection et le profil des candidats est très similaire à celui de la précédente mission.
Au mois de février, 11 candidats volontaires dont quatre Européens sont sélectionnés pour participer à l'entraînement de cette mission. Dans ce groupe de volontaires figurent six Russes, deux Français, un Italien, un Belge et un Chinois,. L'entraînement débute le 26 février 2010 pour une durée d'environ trois mois. À l'issue de cette phase de préparation, un équipage final de six membres est annoncé et est composé de trois Russes, deux Européens et un Chinois,. Les candidats volontaires sont les suivants :
| Équipage final sélectionné pour la mission | Équipage final sélectionné pour la mission | Équipage final sélectionné pour la mission | Équipage final sélectionné pour la mission |
| ------------------------------------------ | ------------------------------------------ | ------------------------------------------ | ------------------------------------------ |

| Nationalité                                 | Nom                                          | Poste en mission | Âge    | Profession               |
| ------------------------------------------- | -------------------------------------------- | ---------------- | ------ | ------------------------ |
| Drapeau de la Russie                        | Alexey Sitev (Алексей Ситев)                 | Commandant       | 38 ans | physicien, physiologiste |
| Drapeau de la Russie                        | Sukhrob Kamolov (Сухроб Камолов)             | médecin          | 37 ans | chirurgien               |
| Drapeau de la Russie                        | Alexandr Smoleevskiy (Александр Смолеевский) | chercheur        | 32 ans | médecin                  |
| Drapeau de la France                        | Romain Charles                               | ingénieur de vol | 31 ans | ingénieur                |
| +                                           | Diego Urbina                                 | chercheur        | 27 ans | ingénieur                |
| Drapeau de la République populaire de Chine | Wang Yue                                     | chercheur        | 26 ans | ingénieur                |

### Période d'entraînement
Les candidats ont reçu une formation très similaire à celle des volontaires de la mission de 105 jours comme le stage de survie en forêt ou les cours à l'IBMP. Contrairement à leurs prédécesseurs, aucune préparation ne s'est effectuée à la Cité des étoiles. Une partie de l'entraînement se déroulant sur la surface martienne, les candidats ont testé des combinaisons spatiales développées par l'équipementier russe NPP Zvezda. Ces combinaisons nommées Orlan-E sont une variante simplifiée de la réelle combinaison Orlan-M et ont été spécialement conçues pour ce programme.
Une grande partie du programme des expériences scientifiques effectuées lors de la mission précédente est repris. Près de 105 expériences sont proposées pour cette mission, en majorité par les équipes russes et principalement sur des domaines de psychologie, physiologie et de biologie.
| Types d'études proposées                        | Russes | ESA | Autres |
| ----------------------------------------------- | ------ | --- | ------ |
| Physiologiques                                  | 17     | 3   | 6      |
| Psychologiques et psycho-physiologique          | 16     | 7   | 3      |
| Biochimiques, immunologiques et biologiques     | 24     | 3   | 7      |
| Micro-biologiques, hygiène et sanitaire         | 7      | 1   | -      |
| Expériences technologiques et de fonctionnement | 10     | 1   | -      |
| Total                                           | 74     | 15  | 16     |

### Grandes étapes de Mars500

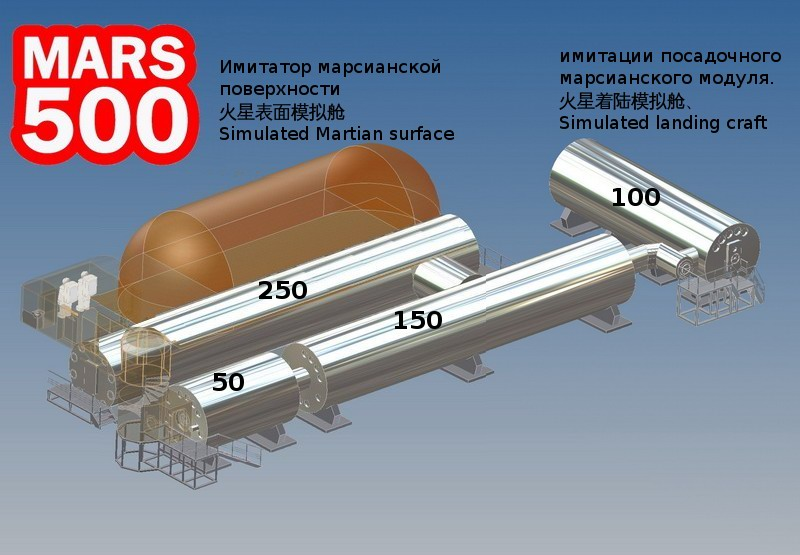
3 juin 2010 - 5 novembre 2011.

Les six membres d'équipage ont embarqué le 3 juin 2010 à bord de l'installation expérimentale pour cette mission d'isolement d'une durée de 520 jours sans interruption.
Les grandes étapes sont :
- le 12 février 2011 : l'équipage se place en orbite sur Mars puis se divise en deux groupes pour une période de 30 jours. Une équipe reste dans le vaisseau principal, l'autre mène des activités et sorties sur la surface martienne (module SMS) à partir du module d'atterrissage (EC-50) : cette simulation de sortie sur le sol de Mars est l'étape la plus symbolique de la mission[47] ;
- le 10 mars 2011 : départ de Mars et retour vers la Terre ;
- le 4 novembre 2011 : atterrissage, mise en quarantaine (système immunitaire affaibli après une longue période d'isolement) et fin de la mission.

Cela s'est terminé à la date prévue.